# Claiton Fontoura dos Santos
Claiton Fontoura dos Santos (sinh ngày 25 tháng 1 năm 1978) là một cầu thủ bóng đá người Brasil.

## Sự nghiệp câu lạc bộ
Claiton Fontoura dos Santos đã từng chơi cho Nagoya Grampus Eight và Consadole Sapporo.